# .in
.in je vrhovna internetska domena (country code top-level domain - ccTLD) za Indiju. Domenom upravlja INRegistry.

## Vanjske poveznice
- IANA .in whois informacija  Arhivirana inačica izvorne stranice od 12. listopada 2008. (Wayback Machine)